# Chocholná-Velčice
Chocholná-Velčice és un poble i municipi d'Eslovàquia que es troba a la regió de Trenčín.

## Història
La primera menció escrita de la vila es remunta al 1345.

## Demografia
| Godina             | 1994 | 2004   | 2014   | 2024   |
| ------------------ | ---- | ------ | ------ | ------ |
| Nombre de persones | 1603 | 1695   | 1701   | 1666   |
| Diferència         |      | +5,73% | +0,35% | −2,05% |

| Godina             | 2023 | 2024   |
| ------------------ | ---- | ------ |
| Nombre de persones | 1672 | 1666   |
| Diferència         |      | −0,35% |